# Championnats d'Europe d'escalade 1992
Navigation
Édition suivante
Les Championnats d'Europe d'escalade 1992 se sont tenus à Francfort du 18 au 21 septembre 1992.

## Podiums

### Hommes
| Épreuves   | Or                          | Argent                 | Bronze                   |
| ---------- | --------------------------- | ---------------------- | ------------------------ |
| Difficulté | France François Legrand     | France François Petit  | Russie Salavat Rakhmetov |
| Vitesse    | Kazakhstan Kairat Rakhmetov | Italie Cristian Brenna | Pologne Andrzej Marcisz  |

### Femmes
| Épreuves   | Or                             | Argent                    | Bronze                   |
| ---------- | ------------------------------ | ------------------------- | ------------------------ |
| Difficulté | Suisse Susi Good               | France Isabelle Patissier | France Laurence Guyon    |
| Vitesse    | États-Unis Elena Ovtchinnikova | Russie Yulia Inozemtseva  | France Claudine Trécourt |